# Sinopiella rufopilosa
Sinopiella rufopilosa är en tvåvingeart som beskrevs av Guilherme A.M.Lopes och Tibana 1982. Sinopiella rufopilosa ingår i släktet Sinopiella och familjen köttflugor. Inga underarter finns listade i Catalogue of Life.